# Provincia Rutana
Provincia Rutana este una dintre cele 17 unități administrativ-teritoriale de gradul I ale statului Burundi.